# Wahlkreis Suhl, Land – Schmalkalden II
Der Wahlkreis Suhl, Land – Schmalkalden II war ein Landtagswahlkreis zur Landtagswahl in Thüringen 1990, der ersten Landtagswahl nach der Wiedergründung des Landes Thüringen. Er hatte die Wahlkreisnummer 43.
Der Wahlkreis umfasste den kompletten damaligen Landkreis Suhl-Land mit den Städten und Gemeinden Ahlstädt, Albrechts, Altendambach, Benshausen, Bischofrod, Breitenbach, Christes, Dietzhausen, Dillstädt, Ebertshausen, Eichenberg, Erlau, Gehlberg, Gethles, Grub, Hinternah, Hirschbach, Kühndorf, Marisfeld, Oberhof, Oberstadt, Rappelsdorf, Ratscher, Rohr, Sankt Kilian, Schleusingen, Schleusingerneundorf, Schmeheim, Schwarza, Viernau, Wichtshausen, Zella-Mehlis sowie vom damaligen Landkreis Schmalkalden die Gemeinden  Bermbach, Oberschönau, Steinbach-Hallenberg und Unterschönau.

## Ergebnisse
Die Landtagswahl 1990 fand am 14. Oktober 1990 statt und hatte folgendes Ergebnis für den Wahlkreis Suhl, Land – Schmalkalden II:
| Direktkandidat | Partei (Kürzel) | Erststimmen (%) | Zweitstimmen (%) |
| -------------- | --------------- | --------------- | ---------------- |
| Bernd Wolf     | CDU             | 44,4            | 44,2             |
|                | Chr. L          | -               | 00,3             |
|                | DFD             | -               | 00,8             |
|                | REP             | -               | 01,1             |
|                | DBU             | -               | 00,4             |
|                | DSU             | 11,0            | 07,7             |
|                | F.D.P.          | 09,3            | 10,6             |
|                | LL-PDS          | 07,9            | 07,9             |
|                | NPD             | -               | 00,1             |
|                | NFGRDJ          | 07,4            | 06,4             |
|                | SPD             | 18,2            | 19,5             |
|                | UFV             | 01,7            | 00,8             |

Es waren 41.300 Personen wahlberechtigt. Die Wahlbeteiligung lag bei 74,7 %.  Als Direktkandidat wurde Bernd Wolf (CDU) gewählt. Er erreichte 44,4 % aller gültigen Stimmen.